# Giuliana Muente
Giuliana Patricia Muente Bayona (Ciudad de México, 20 de diciembre de 1996) es una actriz, cantante, directora y profesora de teatro peruana nacida en México, reconocida principalmente por el personaje de Úrsula Machuca en la telenovela peruana Princesas.[cita requerida]

## Biografía
Giuliana Patricia Muente Bayona nació el 20 de diciembre de 1996 en Ciudad de México.[cita requerida]  Es la tercera y última hija del fallecido cantante peruano Beto Danelli, y hermana menor del músico Jean Franco Muente, y la cantante y actriz Sandra Muente,participante del extinto reality internacional Latin American Idol en 2008.[cita requerida]
Desde temprana edad, estuvo involucrada en el rubro artístico logrando así continuar el legado familiar.[cita requerida] Vivió sus primeros años en su país de nacimiento debido al trabajo de su padre.[cita requerida]  Tras quedar huérfana, se muda junto a su familia al Perú, obteniendo la ciudadanía peruana.[cita requerida]  Estudió la carrera de artes escénicas en la Pontificia Universidad Católica del Perú, complementando en los talleres de teatro musical en Preludio Asociación Cultural de la mano de Denisse Dibós. Previamente, participó en un taller actoral a la edad de los 8 años.
Comenzó su carrera artística a los 17 años trabajando en diferentes producciones teatrales. Una de sus primeras obras fue en el musical Contigo aprendi de Alejandra Guerra en 2018 en un rol principal. Seguidamente, Muente coprotagonizó el montaje Lovers de Gino Tassara y participó en la obra El pánico de la dirección de Jorge Chiarella Krüger como Rosa Lozano en 2019.
El progreso de su carrera actoral se dio a partir de 2020 cuando asume por primera vez el antagónico de la telenovela peruana Princesas con su personaje de la hermanastra Úrsula Machuca, logrando así alcanzar a la fama por su actuación y primer trabajo en la televisión.
Sin dejar su faceta en el teatro, protagoniza las obras de teatro Vírgenes suicidas en el papel de Bonnie Libson, la cual interpretó anteriormente en 2014, Sobre brujas y criaturas ordinarias interpretando a la niña Tábata, compartiendo escenas con otros actores como Manuel Gold y fue estrenado en el recinto local Teatro Británico en 2023. Además, colaboró con sus hermanos Sandra y Jean Franco para la elaboración de su musical Danelli, el amor hecho verdad sumándose el actor peruano Miguel Álvarez al elenco, quién asumiría el rol protagónico y se estrenó en el Teatro Ricardo Blume.
Desde 2022, participa con el actor Marcello Rivera en el programa infantil Valientemente para Canal IPe, donde interpreta a Clau, un hada de los cuentos. Fuera de su faceta actoral, Muente se desempeña también en la rama de la enseñanza realizando talleres de actuación para los niños en la productora Butaca Films.

## Filmografía

### Televisión
| Año           | Título                                     | Personaje                       | Notas                    | Emisión            | Ref.   |
| ------------- | ------------------------------------------ | ------------------------------- | ------------------------ | ------------------ | ------ |
| 2020-2021     | Princesas                                  | Úrsula Rosario Machuca Espinoza | Rol antagónico reformado | América Televisión | [ 1 ]  |
| 2022-presente | Valientemente, una aventura en el interior | Clau                            | Rol coprotagónico        | Canal IPe          | [ 11 ] |
| 2025          | Brujas                                     | Úrsula Rosario Machuca Espinoza | Reparto principal        | Vix                |        |

### Teatro
| Año  | Título                                        | Rol           | Notas                                         | Ref.             |
| ---- | --------------------------------------------- | ------------- | --------------------------------------------- | ---------------- |
| 2014 | Vírgenes suicidas                             | Bonnie Libson | Rol protagónico                               | [ 13 ]           |
| 2023 | Vírgenes suicidas                             | Bonnie Libson | Rol protagónico                               | [ 5 ]            |
| 2018 | Contigo aprendí                               |               | Rol principal                                 | [ 3 ]            |
| 2019 | Lovers                                        |               | Rol principal                                 | [ 12 ]           |
| 2019 | Kid Lab                                       | Ella misma    | Directora general                             | [ 14 ]           |
| 2022 | Todos vuelven, el musical para el reencuentro |               | Rol principal                                 | [cita requerida] |
| 2023 | Nací para quererte                            | Kori          | Rol principal Lugar: Teatro Municipal de Lima | [ 15 ]           |
| 2023 | Danelli, el amor hecho verdad                 | Giuliana      | Rol protagónico                               | [ 9 ]            |
| 2023 | Sobre brujas y criaturas ordinarias           | Tábata        | Rol protagónico                               | [ 7 ]            |
| 2023 | Joaquina y su mundo feliz                     | Joaquina      | Rol protagónico                               | [cita requerida] |